# Nicolae Neacșu
Nicolae Neacșu (* 1924 in Clejani, Kreis Giurgiu; † 3. September 2002 ebenda) war ein rumänischer Geiger. Er war Angehöriger der ethnischen Minderheit der Roma und leitete die Band "Taraf de Haïdouks", mit der er um 1990 herum international erfolgreich wurde und besondere Anerkennung für seine Improvisationstechnik erlangte.
Neacșu wurde in dem für seine zahlreichen Roma-Musiker (Lăutari) bekannten Ort Clejani in der Walachei unweit von Bukarest geboren und erlernte früh das Violinspiel. Die meiste Zeit seines Lebens lebte er in Armut und spielte mit diversen Bands bei Hochzeiten und anderen lokalen Anlässen. In den 1980ern wurde die Bukarester Musikwissenschaftlerin Speranta Radulescu auf sein Talent aufmerksam und machte gemeinsam mit ihrem Schweizer Kollegen Laurent Aubert Aufnahmen von Neacșu, die 1988 in Frankreich unter dem Titel "Roumanie: Musique Des Tsiganes De Valachie" veröffentlicht wurden.